# Towarzystwo Krzewienia Narciarstwa
Towarzystwo Krzewienia Narciarstwa – organizacja o charakterze turystyczno-sportowym, założona w 1930 roku w Krakowie przez prof. Władysława Milatę, członka Polskiego Związku Narciarskiego. Towarzystwo było ukierunkowane na działanie również na terenach wiejskich, a jego celami były: organizacja turystyki, szkolenia oraz rozdawnictwo nart.
Towarzystwo od początku swego istnienia aktywnie zajmowało się organizowaniem imprez turystycznych (jedną z nich były Rajdy Kolejowo-Narciarskie). Od początku lat 30. XX wieku organizowało ono - wraz z Polskimi Kolejami Państwowymi – pociągi narciarskie, znane pod popularną nazwą Narty-Dancing-Brydż. Prowadziło również działalność wydawniczą (przewodniki, albumy, mapy plastyczne), a w 1935 roku przystąpiło od spółki budującej kolej linową na Kasprowy Wierch.
W 1937 roku Towarzystwo firmowało 92 stacje narciarskie (hotele, pensjonaty, gajówki, kwatery prywatne), położone głównie w miejscowościach na terenie polskich Karpat: 7 w Beskidzie Śląskim, 21 w Beskidzie Żywieckim oraz Średnim, 4 w Gorcach, 6 w Beskidzie Wyspowym, 4 w Tatrach i na Podhalu, 2 w Pieninach, 5 w Beskidzie Sądeckim, 6 w Beskidzie Niskim, 15 w Bieszczadach, 10 w Gorganach, 1 w Czarnohorze i 11 w Beskidach Huculskich. Współprowadziło również, wraz z Przemyskim Towarzystwem Narciarskim, schronisko w Klimcu.
Szczególne zasługi miało TKN w organizacji polskiego ratownictwa górskiego. Działania te były prowadzone przez Referat Ratownictwa Górskiego, który realizował plan reorganizacji spraw związanych z zimowym ratownictwem górskim na terenie całych polskich Karpat. Z jego inicjatywy powstały w sezonie zimowym 1933/34 pierwsze stacje ratownicze w schroniskach: na Hali Miziowej oraz na Markowych Szczawinach. W kilka lat później zorganizowano Zimowe Górskie Pogotowia: w Krynicy w grudniu 1937 roku oraz w Rabce w styczniu 1938 roku. Szkolenia ratowników Pogotowia prowadzone były przez członków TOPR na czele z Józefem Oppenheimem. Ponadto uchwałą Zarządu Towarzystwa w dniu 7 kwietnia 1938 roku została utworzona Karpacka Komisja Śniegowa i Lawinowa. Uczestniczyła ona w redagowaniu przez TKN, wraz z Ligą Popierania Turystyki i Państwowym Instytutem Meteorologicznym, komunikatów śniegowych dla terenów Karpat, Gór Świętokrzyskich i innych regionów Polski.